# Xã Franklin, Quận Warren, Ohio
Xã Franklin (tiếng Anh: Franklin Township) là một xã thuộc quận Warren, tiểu bang Ohio, Hoa Kỳ. Năm 2010, dân số của xã này là 30.312 người.